# Narodni parki na Kitajskem
Ljudska republika Kitajska ima 5 narodnih parkov, ki jih razglasi predsednik Kitajske in jih upravlja Nacionalna uprava za gozdarstvo in travinje. Prvi seznam narodnih parkov je bil objavljen 12. oktobra 2021.

## Seznam narodnih parkov
Seznam je urejen po vrstnem redu uradnih dokumentov Nacionalne uprave za gozdarstvo in travinje.
| Ime                                                                  | Slika | Lokacija                | Uradna oznaka    | Površina (km2) | Opis                                                                                       |
| -------------------------------------------------------------------- | ----- | ----------------------- | ---------------- | -------------- | ------------------------------------------------------------------------------------------ |
| Narodni park Sandžjangjuan (三江源国家公园)                          |       | Činghaj                 | 12. oktober 2021 | 190.100        | Za zaščito izvirov treh velikih rek: Jangce, Lancang in Rumena reka.                       |
| Narodni park orjaškega pande (大熊猫国家公园)                        |       | Sečuan, Šaanši in Gansu | 12. oktober 2021 | 22.000         | Za zaščito naravnih okoljskih koridorjev, ki povezujejo različne habitate orjaškega pande. |
| Narodni park severovzhodnih tigrov in leopardov (东北虎豹国家公园)   |       | Džilin in Heilongdžjang | 12. oktober 2021 | 14.000         | Obnoviti skupnosti in populacije divjih tigrov in leopardov na severovzhodu Kitajske.      |
| Narodni park tropskega deževnega gozda Hainan (海南热带雨林国家公园) |       | Hainan                  | 12. oktober 2021 | 4260           | Za zaščito tropskega deževnega gozda na Hainanu.                                           |
| Narodni park gorovja Vuji (武夷山国家公园)                           |       | Fudžjan                 | 12. oktober 2021 | 1280,59        | Za zaščito biotske raznovrstnosti gorovja Vuji.                                            |

## Seznam poskusnih lokacij
Poskusne lokacije upravljajo pokrajinske vlade z odobritvijo centralne vlade. Poskusne lokacije niso del sistema narodnih parkov Kitajske niti jih ne upravlja Nacionalna uprava za gozdarstvo in travinje.
| Ime                                                   | Slika | Lokacija         | Datum predložitve | Površina (km2) | Opis                                                                                       |
| ----------------------------------------------------- | ----- | ---------------- | ----------------- | -------------- | ------------------------------------------------------------------------------------------ |
| Hubei Narodni park Šenongdžja (湖北神农架国家公园)    |       | Hubei            | maj 14, 2016      | 1170           | Za zaščito lokalnih ekoloških sistemov subtropskih gozdov in močvirij s sfagnum palustre.  |
| Narodni park gozd Čjandžjangjuan (浙江钱江源国家公园) |       | Džedžjang        | julij 15, 2016    | 252            | Za zaščito ogroženih vrst v bližini izvira reke Čjantang.                                  |
| Narodni park Hunan Nanšan (湖南南山国家公园)          |       | Hunan            | avgust 8, 2016    | 635.94         | Za zaščito ptic in drugih ekoloških krajin.                                                |
| Narodni park Potatson (普达措国家公园)                |       | Junan            | oktober 26, 2016  | 602.1          | Za zaščito lokalnih mokrišč in travnikov.                                                  |
| Beijing Narodni park Kitajski zid (北京长城国家公园)  |       | Peking           | januar 14, 2017   | 59.91          | Za zaščito zgodovinskih najdišč na Kitajskem zidu Badaling in grobnicah Ming [[Mutianju\|. |
| Narodni park gorovja Čilian (祁连山国家公园)          |       | Gansu in Činghaj | junij 26, 2017    | 50.000         | Za zaščito ogroženih vrst v gorovju Čilian.                                                |